# Storia delle ferrovie in Canada
La storia delle ferrovie in Canada ebbe inizio con la costruzione della Champlain and St. Lawrence Railroad inaugurata il 21 luglio 1836 nei dintorni di Montréal.

Mappa politica del Canada

## Storia

### Premesse

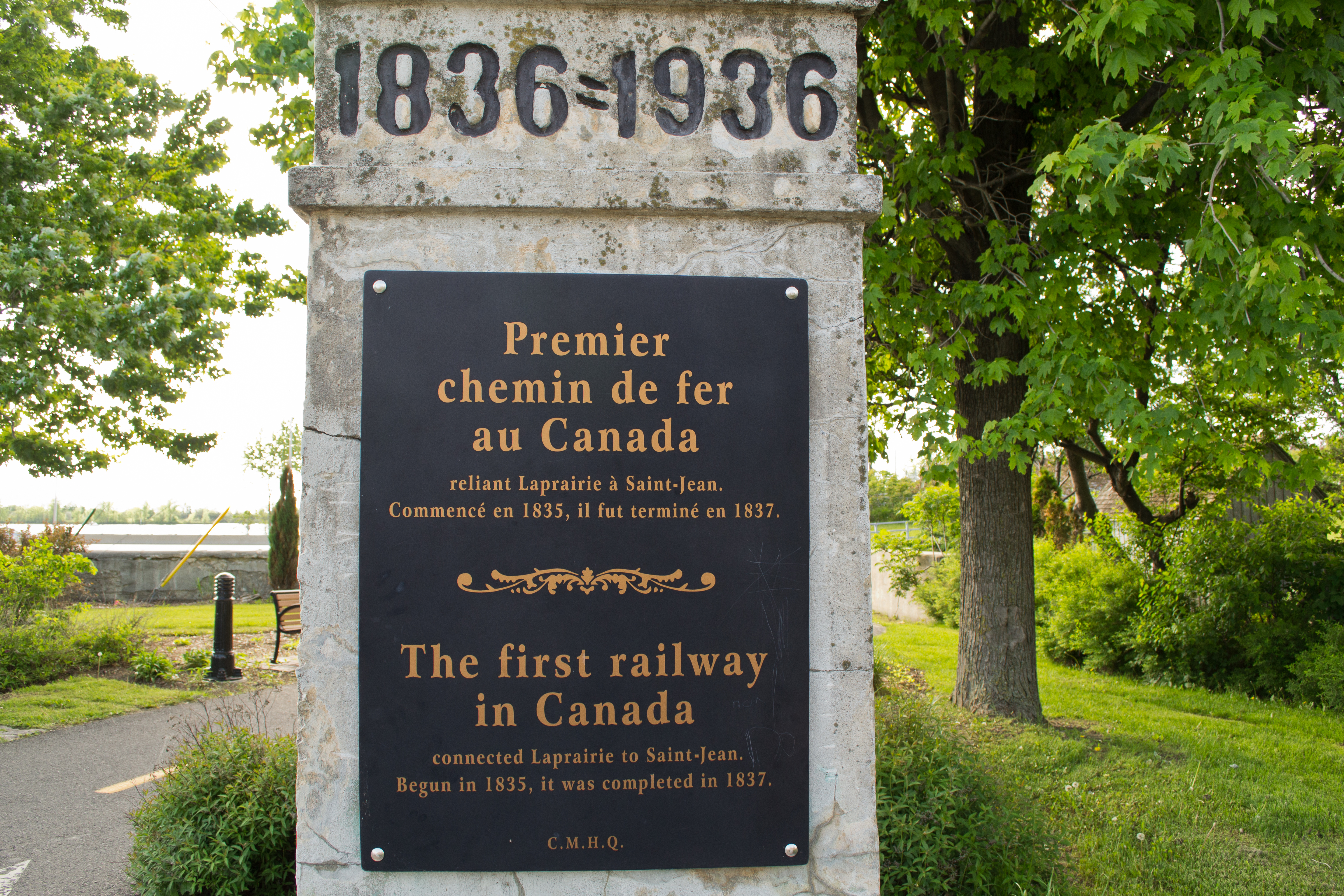
Monumento che ricorda il punto d'inizio della prima ferrovia a La Prairie

Quando nacquero le prime ferrovie, in Canada non c'era ancora alcuna forma di stato confederale. I singoli territori, in quanto colonie, dipendevano da quanto in realtà veniva ratificato o finanziato o istituito altrove, soprattutto nel Regno Unito.

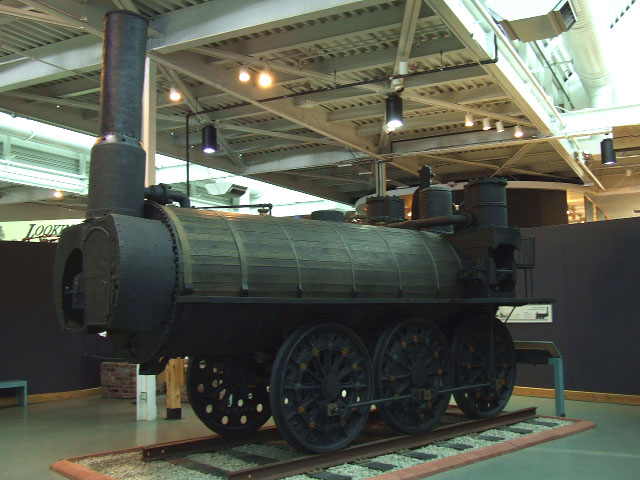
Locomotiva pionieristica "Samson" preservata al Museum of Industry di Stellarton, Nova Scotia

La costruzione delle ferrovie fu tuttavia essenziale allo sviluppo di ciascun territorio; inizialmente si trattò di singole brevi linee costruite per collegare le vie d'acqua fluviali e marittime tra porto e porto. Negli anni successivi prese tuttavia consistenza la costruzione di ferrovie più lunghe, intese ancora come supplementi terrestri alla navigazione sul San Lorenzo. I problemi più gravi per gli scambi commerciali e per gli spostamenti erano infatti costituiti dal congelamento delle vie d'acqua nel lungo periodo invernale. Lo sviluppo della produzione di grano, l'estrazione di minerali e l'inizio di una produzione industriale richiedevano anche i mezzi per il loro trasporto; proprio per questo le colonie dell'alto e del basso Canada (in seguito province del Canada) cercarono di migliorare il trasporto ferroviario verso i porti della costa e verso le colonie atlantiche quali la Nuova Scozia, il Nuovo Brunswick e, in misura minore, l'Isola del Principe Edoardo e Terranova.
Il collegamento ferroviario delle colonie dell'interno (Québec e Ontario) verso le colonie britanniche della costa, oltre all'obiettivo commerciale ne aveva anche uno militare, in quanto, durante i mesi invernali, le acque del Golfo di San Lorenzo e il fiume San Lorenzo ghiacciati rendevano impossibile il trasporto via acqua e i timori delle mire espansionistiche statunitensi erano del tutto giustificati. Tra il 1830 e il 1850 vennero fatti rilievi e studi per individuare i percorsi possibili e ne vennero proposti alcuni alternativi tra loro e, di fatto, concorrenti: uno a sud, uno centrale e uno settentrionale. Nel 1849 il maggiore William Robinson si espresse favorevolmente per il percorso a nord, in quanto più sicuro in caso di attacco americano. Le richieste di finanziamento rivolte dalle amministrazioni coloniali al governo del Regno Unito ebbero tuttavia scarso riscontro.
L'Alto Canada, come entità politica esistette dal 1791 al febbraio del 1841 e divenne la regione della Provincia del Canada occidentale, a maggioranza anglofona e fedele alla corona inglese. Occupava il territorio che corrisponde alla parte meridionale dell'odierno Ontario.
Il Basso Canada, come entità politica esistette dal 1791 al febbraio del 1841 e divenne la regione della Provincia del Canada orientale francofona. Occupava il territorio dell'odierno Québec e delle coste del Labrador.)
Con l'Atto di Unione del 1840 vennero fusi Alto e Basso Canada in un'unica colonia. Una volta fissato il confine occidentale con gli Stati Uniti lungo il 49º parallelo nord, il governo britannico cedette anche le colonie sulla costa del Pacifico: la Columbia Britannica nel 1848 e l'Isola di Vancouver nel 1849.
Una serie di proposte, dette Seventy-Two Resolutions, vennero elaborate alla Conferenza di Québec del 1864, dove si delineò un quadro complessivo di riferimento per unire le colonie britanniche possedute nel Nord America in un'unica federazione. Le proposte furono la base per la Conferenza di Londra del 1866. Il bisogno di unire le colonie del Nord America per formare un'unica aggregazione politica si fondava su una serie di ragioni, tra cui il crescente spirito nazionalista delle popolazioni anglofone del Nord America, che spinsero, in funzione autonomista, in questa direzione.
Altro motivo erano le crescenti preoccupazioni per l'espansionismo militare americano verso l'Ovest, potenziale pericolo per l'indipendenza delle colonie britanniche.

### Nascono le prime linee
La prima ferrovia del Canada fu la Champlain and St. Lawrence Railroad inaugurata il 21 luglio 1836 nei dintorni di Montréal.
Alla trazione del treno fu posta la locomotiva a vapore alimentata a legna "La Prairie". La costruzione della linea, di 25 km, era iniziata nel gennaio 1835 e si sviluppò tra La Prairie, sul fiume San Lorenzo, e Saint-Jean (in seguito St. John) sul fiume Richelieu. Lo scopo della ferrovia era quello di permettere un viaggio più agevole tra Montreal e New York evitando il difficile viaggio in diligenza sulle piste accidentate della vallata del Richelieu. A Saint-Jean, i passeggeri trovavano il piroscafo per il sud e New York che passava per il lago Champlain e il fiume Hudson; la ferrovia aveva traffico stagionale. 
La locomotiva per il primo treno del Canada fu chiamata Dorchester ed era stata costruita da Robert Stephenson a Newcastle, in Inghilterra; trainava due carrozze di prima classe sulle quali presero posto trentadue dignitari, tra cui Lord Gosford, il governatore generale del Basso Canada. Un secondo treno trainato da una pariglia di cavalli seguiva da vicino. Il tragitto venne percorso in 2 ore.
Le province costiere ebbero alcune ferrovie già a partire dalla metà degli anni trenta del XIX secolo; in Nuova Scozia venne aperta, nel 1829, l'Albion Mines Railway una ferrovia mineraria con trazione ippica a servizio dell'estrazione del carbone nella contea di Pictou e di collegamento a un porto marittimo. Il 19 settembre 1839 avvenne l'apertura ufficiale con trazione a vapore; fu la prima ferrovia del Nord America britannico a usare le rotaie in ferro (fu abbandonata intorno al 1890).
Nel luglio del 1847 venne rilasciata una concessione alla Compagnie du Chemin à Rails du Saint-Laurent et du Village d'Industrie per una linea da Lanoraie, lungo il San Lorenzo (Montreal) a Village d'Industrie (in seguito Joliette) di 12 miglia. Nel 1878 venne rilevata dalla Quebec, Montreal, Ottawa and Occidental Railway e acquisita da Canadian Pacific nel 1884.. Nel 1850 vennero aperte linee ferroviarie nelle colonie marittime per collegare le città sulla costa atlantica dello Stretto di Northumberland e del Golfo di San Lorenzo con le rotte dei piroscafi.
Tutte le prime ferrovie del Canada, Champlain & Saint Lawrence (1836), Albion Colliery tramway (1839) e Montreal & Lachine Rail Road (1847) furono tutte costruite adottando lo scartamento Stephenson, 4'8½" (ovvero 1435 mm) e così pure tutte le ferrovie di quelle parti degli Stati Uniti che erano in stretto contatto culturale e commerciale con esse.
Negli anni quaranta era in funzione anche una ferrovia a trazione ippica, la Erie & Ontario, nei pressi delle cascate del Niagara. Nasceva intanto l'esigenza di un collegamento tra Portland e Montreal allo scopo di provvedere alla città uno scalo portuale libero dai ghiacci invernali. 
Una crescita del sistema ferroviario non avvenne tuttavia prima del 1849 quando fu emanato il Railway Guarantee Act che garantiva incentivi economici per tutte le ferrovie costruite con una lunghezza maggiore di 75 miglia. Ciò promosse l'inizio di una rapida espansione delle ferrovie in Canada, a volte anche eccessiva, con la costruzione di linee rivelatesi antieconomiche e spesso realizzate solo per i profitti garantiti dal governo. Tale politica fu disastrosa per le finanze pubbliche che erano costrette a mantenere o a salvare aziende al limite della bancarotta. Il più grande progetto ferroviario di tale periodo fu anche un disastro; Grand Trunk Railway che collegò Montreal a Sarnia terminò la sua linea nel 1860 ma era già impantanata in un grosso debito. Per il salvataggio dell'azienda il governo dovette garantire i rendimenti delle obbligazioni ferroviarie.
Nel 1851 il Railway Guarantee Act del 1849 venne modificato allo scopo di garantire finanziamenti solo alle ferrovie che costruivano linee usando lo scartamento largo (che non era usato negli Stati Uniti d'America e che quindi proteggeva militarmente e commercialmente le colonie inglesi). GTR fu quindi costretta, contro i suoi stessi interessi. a costruire le sue linee adottando il cosiddetto Provincial Gauge.
Da tale momento tutte le iniziative furono volte a costruire nel nuovo scartamento; tuttavia la Champlain & Saint Lawrence Rail Road si collegò con la Vermont & Canada Railroad a Rouses Point e a metà settembre 1851, con una cerimonia ufficiale a Boston venne festeggiata la partenza del primo treno da Montreal a Boston usando, in Canada, il già preesistente scartamento normale. Con l'inoltro del traffico su Boston divenne ancora più determinante per la città di Portland terminare la ferrovia prevista con lo scartamento largo.
In agosto 1852 fu aperta la linea Saint Lawrence & Atlantic Rail Road tra Longueuil e Sherbrooke, via St. Hyacinthe, Richmond che raggiungeva la frontiera internazionale presso Coaticook, Quebec. La prima sezione tra Longueuil e St. Hyacinthe era stata aperta nella primavera del 1847.
Sul versante americano venne realizzata, dalla omologa Atlantic & Saint Lawrence Rail Road, tra la frontiera e Portland, via Island Pond, Berlin e Lewiston.
Anche per tale linea venne scelto lo scartamento largo da 5'6" (si suppone in seguito all'acquisto delle due prime locomotive usate, la St. Hyacinthe e la Beloeil, dalla Arbroath & Forfar Railway della Scozia.
Negli anni seguenti entrò in funzione la linea americana da Portland a Danville Junction.
Nel gennaio 1853 la sezione americana della A.& St.L. fu completa fino a Island Pond, e il 18 luglio 1853 il primo treno percorse lo scartamento largo tra Montreal e Portland, in Maine. Tempo dopo la ferrovia di Portland divenne il nucleo di una nuova ferrovia, Grand Trunk Railway of Canada, la cui impronta segnò parte della storia del trasporto canadese. Nel Canada occidentale, (in seguito Ontario), la prima ferrovia a trazione a vapore, la Ontario, Simcoe & Huron Union Railway, venne aperta nel maggio 1853 tra Toronto e Aurora. Il 10 novembre 1853, fu pronta la prima tratta della Great Western Railway tra Suspension Bridge, alla frontiera del Niagara, alla città di Hamilton tutta a scartamento largo ma anche nello scartamento normale si ebbero realizzazioni e nel 1854 la Bytown & Prescott Railway essendo di lunghezza minore di 75 miglia, non rientrante quindi nelle clausole del Broad Gauge act of 1851 fu aperta tra Prescott a Bytown (in seguito Ottawa).
Le mutate condizioni tra gli stati e, nel 1854, il Canadian-American Reciprocity Treaty che rimuoveva le barriere tariffarie e doganali sulle merci agricole e sulle risorse primarie incrementarono i traffici rendendo il differente scartamento un impedimento. Il Railway Guarantee Act venne abolito nel 1870 facendo perdere ogni agevolazione alla compagnia Grand Trunk Railway che, tra 1872 e 1885, per facilitare la circolazione e l'interscambio con le ferrovie statunitensi attuò gradualmente la riconversione delle sue linee allo scartamento normale. La GTR sperimentò anche altri sistemi per ovviare al divario, quali gli assi dei rotabili a scartamento variabile, ma vennero presto abbandonati perché troppo macchinosi.
La scelta dello scartamento delle ferrovie venne condizionata e determinata da una serie di fattori. In primo luogo il legame delle colonie inglesi con la madrepatria le cui forniture prevedevano lo scartamento largo da 1676 mm comunemente definito scartamento indiano ma nella fattispecie più precisante "scartamento provinciale". La decisione di adottarlo fu ratificata nel 1851 con le disposizioni contenute nel Railway Guarantee Act del 1849 che venne modificato allo scopo di garantire finanziamenti solo alle ferrovie che costruivano linee usando lo scartamento largo che non era usato negli Stati Uniti d'America; le colonie canadesi di lingua inglese temevano, non senza fondamento,  il pericolo di invasione a scopo di annessione territoriale da parte degli stati confinanti. La differenza di scartamento, impedendo una libera circolazione dei rotabili li proteggeva militarmente e commercialmente.
La scelta divenne presto un problema dal 1854 in poi quando il Canadian-American Reciprocity Treaty rimosse le barriere tariffarie e doganali sulle merci agricole e sulle risorse primarie esistenti tra i due stati. Si incrementarono i traffici, si stabilirono nuove relazioni commerciali e si incentivarono gli scambi commerciali. L'esportazione di grandi quantità di grano canadese, di carbone e di prodotti dell'industria estrattiva richiedeva transiti facilitati.  Abolite le norme restrittive del Railway Act, dal 1870, alcune grandi compagnie furono costrette ad investire capitali per il cambio di scartamento unificandolo con questo standard USA.

### Fervono le costruzioni

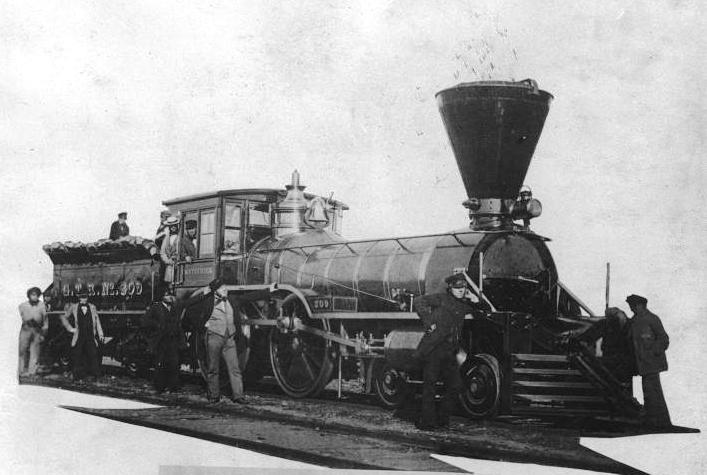
Locomotiva Trevithick della Grand Trunk sul ponte Victoria di Montreal nel 1859

A partire dal 1853 la Nova Scotia Railway (NSR) costruì due linee: una da Richmond (poco più a nord di Halifax) a Windsor, porto sulla Baia di Fundy e accesso all'entroterra agricolo della valle di Annapolis, l'altra da Richmond a Pictou via Truro. Le linee della NSR vennero costruite adottando lo scartamento largo (detto Provincial Gauge) da 1.676 mm (poi riconvertite nel giugno 1875 a quello normale); avevano lo scopo di collegare l'area portuale nord atlantica di Halifax e quella di Truro alla, industrializzata, Contea di Pictou, con i comuni di Westville, Stellarton, New Glasgow, Trenton. Pictou divenne un porto importante per i traghetti per l'Isola del Principe Edoardo.
La European and North American Railway (E & NA) nacque con lo scopo di estendere la rete ferroviaria della Nuova Inghilterra verso est attraverso le colonie marittime fino a un porto libero dai ghiacci e prossimo alle rotte marittime per l'Europa; la prima parte della linea fu costruita tra la città portuale di Saint John (Nuovo Brunswick), nella baia di Fundy, alla città portuale di Shediac nello Stretto di Northumberland. La linea Saint John-Shediac fu inaugurata il 20 agosto 1857; altre società costruirono tratte diramate colleganti Saint John ad ovest, attraverso il Maine, alla rete della Nuova Inghilterra, ma la E & NA non raggiunse mai alcun porto della Nuova Scozia.
Per più di un ventennio non fu costruito alcun altro collegamento ferroviario tra le colonie marittime e le provincie interne del Canada. In campo ferroviario dal 1850 fu dominante, per il Centro Canada, la Grand Trunk Railway (GTR) che, orientata al massimo profitto, aveva però scelto il porto atlantico di Portland negli Stati Uniti d'America (Maine).
Lo scoppio della guerra civile americana e l'instabilità geopolitica conseguente accentuò le richieste di una ferrovia "intercoloniale" che liberasse le colonie dall'insicurezza degli eventi ma solo nel 1867, nel British North America Act fu inserito, alla sezione 145, un disposto formale che prevedeva la costruzione della Ferrovia Intercoloniale:
(British North America Act, s. 145)

### La federazione del 1867 e il trasporto ferroviario
Il 1º luglio 1867, con il British North America Act approvato dal Parlamento britannico, la Provincia del Canada, i territori di New Brunswick e Nuova Scozia vennero uniti, formando insieme una federazione. Con lo stesso provvedimento fu istituito anche un governo canadese a cui capo fu nominato il Primo ministro John A. Macdonald. Fu scelto di denominarla Dominion per indicare la concessione dello status politico di auto-governo della colonia canadese, che avrebbe acquisito autonomia e indipendenza interna nel Paese, pur legando la politica estera a quella dell'Impero britannico, come territorio facente parte del Commonwealth.
Con la costruzione della Canadian Pacific Railway, il Paese poté espandere i propri confini ad oriente, occidente e settentrione, stabilendo, con la creazione di efficienti linee di comunicazione, la propria autorità su territori in parte ancora poco popolati ed esplorati.
La provincia del Manitoba fu annessa al Dominion canadese nel 1870 e la Columbia Britannica nel 1871. L'espansione territoriale del Paese però incontrò una serie di grandi resistenze ad occidente, soprattutto nelle regioni occupate dalle popolazioni indigene dei Métis, che diedero vita alla Ribellione di Red River nel 1869 e a quella del Nord-Ovest nel 1885. In entrambi i casi la Canadian Pacific ebbe un ruolo determinante nel trasporto di truppe ricevendone infine un grosso contraccambio finanziario da parte del governo. Nel 1905 il Saskatchewan e l'Alberta vennero ammesse come province.
Un risvolto connesso alla costruzione di collegamenti ferroviari fu che agevolarono la costituzione della Confederazione canadese; i governi locali non erano in grado da soli, con i propri bilanci, di affrontare la costruzione di ferrovie ed era necessario trovare un metodo nuovo e più stabile per il loro finanziamento. Si ritenne che l'Unione avrebbe permesso la costituzione di fondi comuni e consistenti. Si ritenne anche necessaria la costruzione di ferrovie colleganti il Nord America britannico; le Province marittime si unirono in gran parte proprio dietro la promessa di costruire la Intercolonial Railway e la Columbia Britannica aderì alla confederazione solo dopo la promessa di costruire una ferrovia transcontinentale.
Inizialmente si preferì collegare le province lontane, incentivando il commercio interno del Canada e minimizzando quello con gli Stati Uniti, per evitare di diventarne economicamente dipendenti. La scelta dello scartamento largo obbediva infatti a tale logica. 

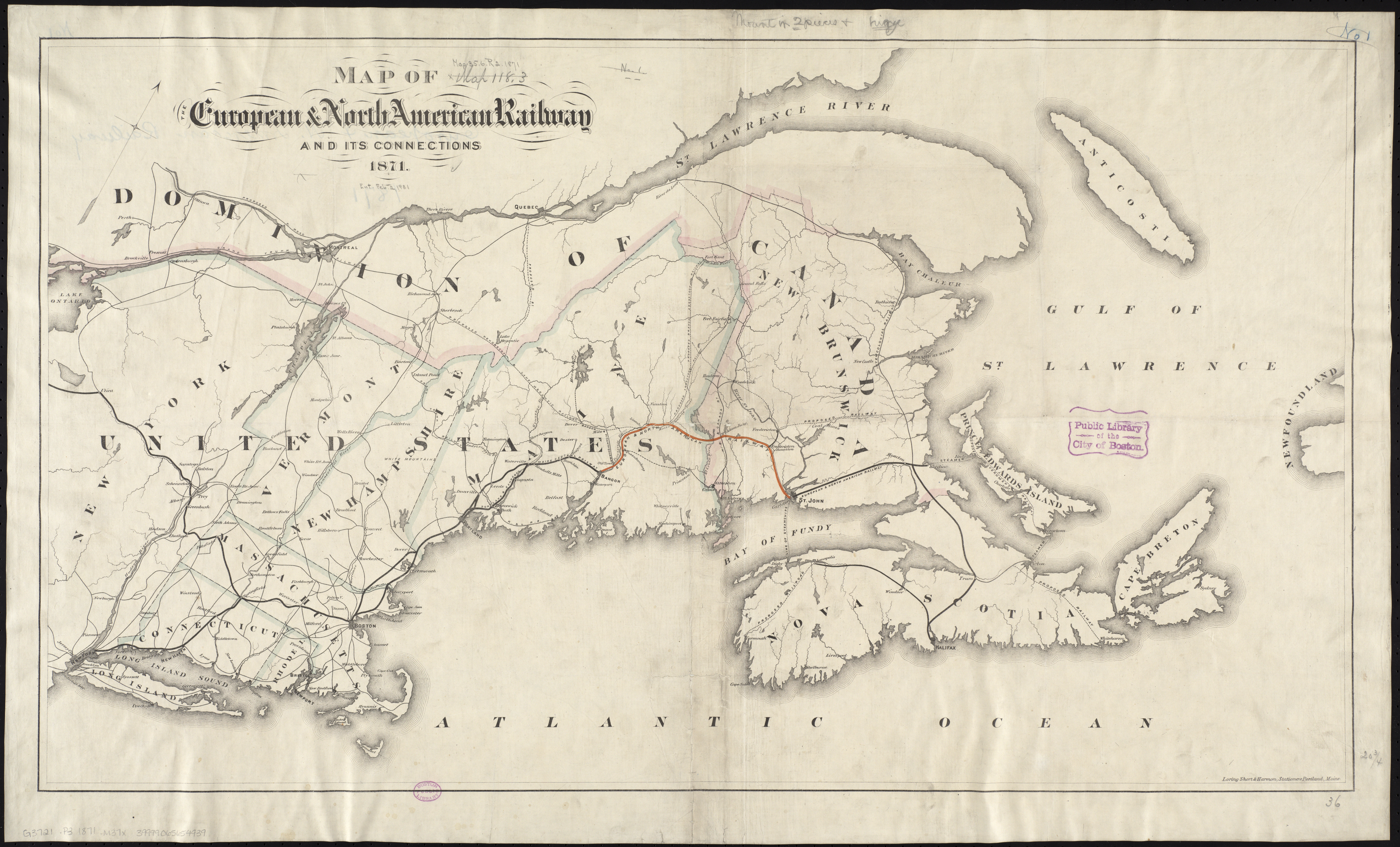
Mappa delle ferrovie del Dominion del Canada nel 1871

Grand Trunk Railway collegò Toronto e Montreal nel 1853, poi attivò una linea su Portland, nel Maine, per disporre di un porto sempre libero dai ghiacci e in seguito linee sul Michigan e Chicago. Nel 1870 era la più lunga linea ferroviaria del mondo. La Intercolonial, finita nel 1876, collegò le Province marittime a Quebec e Ontario legandole alla nuova Confederazione; la sua costruzione fu controllata dal governo sotto l'abile direzione di Sir Sandford Fleming.
Gli imprenditori inglesi di Montréal cercarono di costruire linee dirette per gli Stati Uniti anziché connessioni con le colonie marittime con l'obiettivo di competere con le linee ferroviarie americane in direzione ovest verso il Pacifico. Joseph Howe, Charles Tupper e altri leader di Nuova Scozia usarono invece la retorica della "missione civilizzatrice" (centrata sui loro patrimoni britannici); i loro progetti ferroviari finalizzati alla costa Atlantica infatti promettevano di rendere Halifax e il suo porto il capolinea orientale di un sistema ferroviario intercoloniale collegato a Londra.
Leonard Tilley uno dei promotori più ardenti di una ferrovia nel New Brunswick, propugnò la causa del "progresso economico", sottolineando che i canadesi dell'Atlantico avevano necessità di perseguire i collegamenti di trasporto più economici possibili, se volevano espandere la loro influenza al di là dei mercati locali. Sostenendo una connessione intercoloniale in Canada e un prolungamento occidentale verso i più grandi mercati americani del Maine e oltre, gli imprenditori del New Brunswick mettevano in primo piano i collegamento con gli Stati Uniti, in secondo quelli con Halifax e in ultimo quelli con il Canada centrale. Le rivalità tra Montreal, Halifax e Saint John portarono quindi il Canada a costruire più linee ferroviarie del necessario con un quantitativo chilometrico pro capite maggiore rispetto a qualsiasi altra nazione industrializzata, e ciò nonostante mancassero i capitali necessari e fosse scarso il traffico merci e passeggeri prevedibile per consentire un consistente profitto.
Il 20 maggio 1879 veniva creato il Ministero delle Ferrovie e dei Canali allo scopo di dare un indirizzo e stabilire un controllo delle iniziative ferroviarie, spesso in contrasto con una logica economica ma che erano importanti per lo sviluppo economico del Paese.

### Le ferrovie transcontinentali e gli sviluppi dal 1885
Nel 1885 erano già state realizzate ampiamente le reti nelle zone dell'est, prevalentemente in Ontario e in Quebec e unificate la Great Western e la Grand Trunk; la Intercolonial collegava le colonie Marittime e il San Lorenzo ed era di fatto la prima ferrovia intercontinentale.
La ferrovia verso il Pacifico, la Canadian Pacific Railway fu finanziata da fondi privati e ottenne dal governo massicce concessioni di terreni nelle praterie canadesi al tempo di poco valore, almeno fino a quando non arrivò la ferrovia; si trattava di un valore stimato in 25 milioni in contanti e con un monopolio garantito. La ferrovia, completata nel 1885, una volta costruita fu la più lunga del mondo e rappresentava un capolavoro di ingegneria; ciò fu ampiamente pubblicizzato.

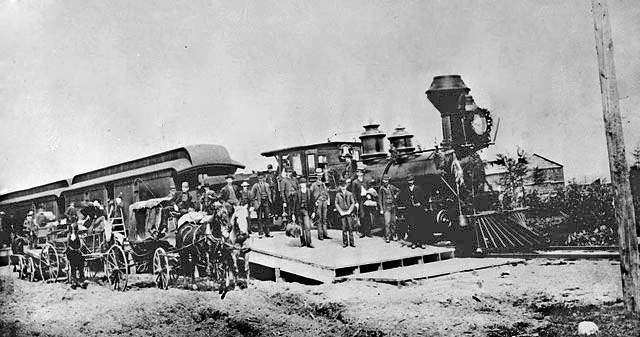
Port Arthur, 30 giugno 1886: il primo treno della Canadian Pacific incomincia il collegamento tra le due coste atlantica e pacifica

Il fiorente sviluppo dell'economia canadese agli inizi del XX secolo fece sorgere l'idea della costruzione di nuove ferrovie transcontinentali; la Canadian Northern realizzò una rete che copriva la parte settentrionale delle praterie mentre la Grand Trunk (attraverso la sua controllata Grand Trunk Pacific) varò ambiziosi piani di espansione. Il governo inizialmente aveva cercato di convincere i due gruppi affinché trovassero un accordo per costruire una sola linea transcontinentale ma nessun accordo fu raggiunto per cui il governo si trovò a sostenere l'espansione di due differenti (e concorrenti) linee. Lo stesso governo federale si assunse l'oneroso compito di costruire la National Transcontinental Railway da Moncton a Winnipeg attraverso il vasto e disabitato entroterra dello Scudo canadese (Canadian Shield). Viene considerata infondata l'opinione diffusa che il Canada abbia costruito le ferrovie transcontinentali per timore delle pressioni annessionistiche statunitensi. Ma è anche vero che il Canada sovradimensionò le ferrovie nell'intento di competere o anche sorpassare gli americani nella corsa all'accaparramento delle ricchezze continentali. Non si tenne conto delle più realistiche relazioni commerciali, delle "Maritimes", orientate su Londra e ci si rivolse verso utopistiche prospettive di coltivazione delle vaste aree del West e di ricerca di minerali. Come risultato si stabilirono più stretti legami tra nord e sud del Nord-America ben simboleggiati dalla espansione della Grand Trunk nel Midwest americano; tali legami promossero i commerci e il flusso di idee tra i due paesi e l'integrazione del Canada nella cultura e nell'economia nordamericana dell'ultimo quarto del XIX secolo; circa 700.000 canadesi emigrarono negli Stati Uniti verso la fine del XIX secolo.
.
Canadian Pacific, quasi in parallelo al confine americano, realizzò un collegamento vitale per il Canada britannico e incentivò l'insediamento delle praterie; fece inoltre accordi di affiliazione con le ferrovie americane di James J. Hill e attivò ulteriori collegamenti verso il sud.
Le due ulteriori linee transcontinentali, costruite sulla costa occidentale, erano comunque molto più di quanto richiedesse il traffico disponibile e resero il sistema troppo costoso. Il governo federale fu presto costretto a rilevarne le linee e a coprire il loro deficit.
Il 1º ottobre 1894 nacque Dominion Atlantic Railway per fusione tra la Windsor and Annapolis Railway (W&A) e la Western Counties Railway (WCR) che collegò le città portuali di Yarmouth, Annapolis Royal, Windsor e, con i diritti di transito sulla "Windsor Branch" tra Windsor Junction e Windsor, nonché sulla linea principale Intercolonial Railway of Canada (IRC) da Windsor Junction fino ad Halifax;. Con la Dominion Atlantic i viaggiatori potevano trasferirsi con il treno The Flying Bluenose da Halifax a Yarmouth e imbarcatisi sui battelli a vapore a Yarmouth, giungere a Boston entro 24 ore.

### Il primo conflitto mondiale; la nazionalizzazione
Già alle soglie degli anni dieci del XX secolo una seria crisi finanziaria investì il settore ferroviario canadese, e si aggravò con lo scoppio della prima guerra mondiale. I commerci e i traffici vennero subordinati alle esigenze belliche e pertanto la maggior parte delle ferrovie principali del paese già sull'orlo della bancarotta o dell'insolvenza dovettero essere nazionalizzate e poste sotto la gestione provvisoria di una nuova entità denominata Canadian Government Railways (CGR). L'Intercolonial Railway of Canada (IRC), la National Transcontinental Railway (NTR), la Prince Edward Island Railway (PEIR) e la Hudson Bay Railway (HBR) insieme ad altre ferrovie secondarie o diramate minori del Nuovo Brunswick furono incorporate nella CGR o subordinate alla gestione governativa per tutto il corso del periodo bellico; ciò fu fondamentale per lo sforzo bellico del Canada impegnato nel trasporto di truppe e di rifornimenti.
Il 6 dicembre 1917 le infrastrutture ferroviarie della periferia nord di Halifax furono gravemente danneggiate da una terribile esplosione che gettò nel caos la ICR; la stazione North Street fu gravemente danneggiata oltre alla Richmond Yard e i terminali di imbarco distrutti o inutilizzabili. Centinaia di carri merci furono distrutti oltre a decine di carrozze passeggeri e veicoli ospedale militari pesantemente danneggiati. Banchine e strutture di trasporto furono comunque ricostruiti rapidamente per il servizio di guerra, ma il servizio passeggeri fu trasferito su un nuovo capolinea sud nel gennaio del 1919.
Il 6 settembre 1918 fu rilevata la Canadian Northern Railway (CNoR) per la cui gestione il governo nominò un proprio comitato direttivo posto sotto il controllo CGR. Venivano intanto poste le premesse per la creazione delle Canadian National Railways (CNR).
Il 7 marzo 1919 fu rilevata la fallita Grand Trunk Pacific Railway (GTPR) che fu posta sotto controllo governativo il 12 luglio 1920. La Grand Trunk Railway (GTR), anch'essa in bancarotta, fu nazionalizzata il 21 maggio 1920.
Il 30 gennaio 1923 il governo costituì ufficialmente Canadian National Railway mediante fusione delle reti Grand Trunk, Grand Trunk Pacific, Canadian Northern e National Transcontinental e di altre società per un totale di circa 125 imprese ferroviarie più piccole, assommando 12800 km di linee ferroviarie in Canada e 1873 km negli Stati Uniti. CNR divenne così la rete ferroviaria più grande del Canada, in termini di ricavi e per dimensione fisica; attraversava il Canada dalla costa atlantica, in Nuova Scozia, alla costa del Pacifico, nella Columbia britannica. Raggiungeva anche l'isola di Terranova fino al 1988 quando fu dismessa la Newfoundland Railway.

### Primo dopoguerra e Grande Depressione

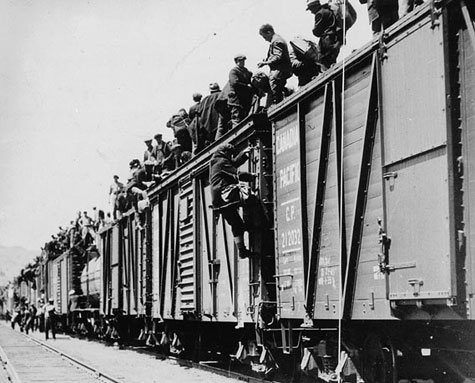
Manifestanti disoccupati stipati sui carri merci CPR a Kamloops, in Columbia Britannica

Successivamente alla prima guerra mondiale non vi furono grandi cambiamenti dell'estensione della rete ferroviaria canadese; d'altro canto la politica aggressiva di espansione perseguita in concorrenza reciproca si era rivelata disastrosa finanziariamente e lo scoppio della guerra aveva drasticamente ridotto l'entità dei trasporti passeggeri per il calo dell'immigrazione e delle merci trasportate.
Gli anni venti portarono anche un nuovo sempre più temibile concorrente, il trasporto su strada.
Poiché la maggior parte delle attrezzature venivano importate dalla Gran Bretagna o dagli Stati Uniti e la maggior parte dei prodotti trasportati provenivano da aziende agricole, miniere o foreste era poco incentivata la produzione interna. Tuttavia le ferrovie erano state essenziali per la crescita delle regioni delle praterie in cui si coltivava il grano e allo sviluppo dell'industria estrattiva di carbone, del legname e della fabbricazione della carta.
I miglioramenti del sistema del canale navigabile di San Lorenzo continuarono e furono costruite molte brevi linee ferroviarie a supporto.
.
La grande depressione ebbe un effetto devastante per molte aziende canadesi e innescò fermenti politici e proteste sociali; il sistema ferroviario nazionale ne subì conseguenze che portarono alla diminuzione dei servizi offerti anche presso le compagnie private come la Canadian Pacific che giunse a bloccare l'erogazione dei dividendi agli azionisti dal 1932. Una delle proteste storiche del periodo fu quella denominata On-to-Ottawa Trek che coinvolse un gran numero di lavoratori disoccupati e numerosi convogli ferroviari stipati all'inverosimile nella marcia di protesta verso la capitale.
Nel 1935 durante il governo di William Lyon Mackenzie King venne creato il "Department of Transport" con lo scopo di controllare e regolare il sistema dei trasporti del Canada che aveva subito numerose trasformazioni e cambiamenti in conseguenza della crisi. Nello stesso vennero fusi il vecchio "Department of Railways and Canals", il "Department of Marine and Fisheries" e il "Civil Aviation Branch of National Defence" sotto la guida di C. D. Howe che cercò di razionalizzare la governance e la fornitura di tutte le forme di trasporto (aria, acqua e terra) creando un Consiglio nazionale dei porti e la Trans-Canada Air Lines. Il nuovo assetto del trasporto entrò in vigore il 2 novembre 1936.
Nel 1939 il sistema ferroviario canadese pubblico e privato si mobilitò per la visita, fatta per ferrovia attraverso tutto il Canada, del re Giorgio VI e della regina Elisabetta. Sia la privata Canadian Pacific sia la pubblica Canadian National condivisero l'onore di trainare il convoglio reale in tutto il paese; CPR prese cura del viaggio verso ovest da Quebec City a Vancouver. Nello stesso anno scoppiò la seconda guerra mondiale.

### Seconda guerra mondiale
Analogamente a quanto avvenuto nel primo conflitto il Canada fu coinvolto, in quanto membro del Commonwealth, nel secondo conflitto mondiale. Il sistema dei trasporti venne riorganizzato in funzione dello sforzo bellico, del trasporto di truppe e della produzione industriale. Molte delle officine e fabbriche ferroviarie furono riconvertite alla produzione di carri armati, semoventi, veicoli, cannoni e armamenti di ogni genere. La Montreal Locomotive Works dovette avviare linee di produzione di materiale bellico per gli Alleati del Commonwealth; tra la sua produzione vi furono i carri armati Ram e M4 Sherman Grizzly, cannoni semoventi Sexton e artiglieria. I CPR Angus Shops di Montreal avviarono la produzione di carri armati Valentine, cannoni semoventi e veicoli blindati; i treni Canadian Pacific trasportarono truppe e rifornimenti. Delle 22 navi CPR impegnate nel trasporto di guerra ben 12 vennero affondate.
Il traffico passeggeri raggiunse la cifra di circa 60 milioni di passeggeri trasportati ma il traffico merci civile risentì fortemente delle difficoltà del periodo.

### Il secondo dopoguerra

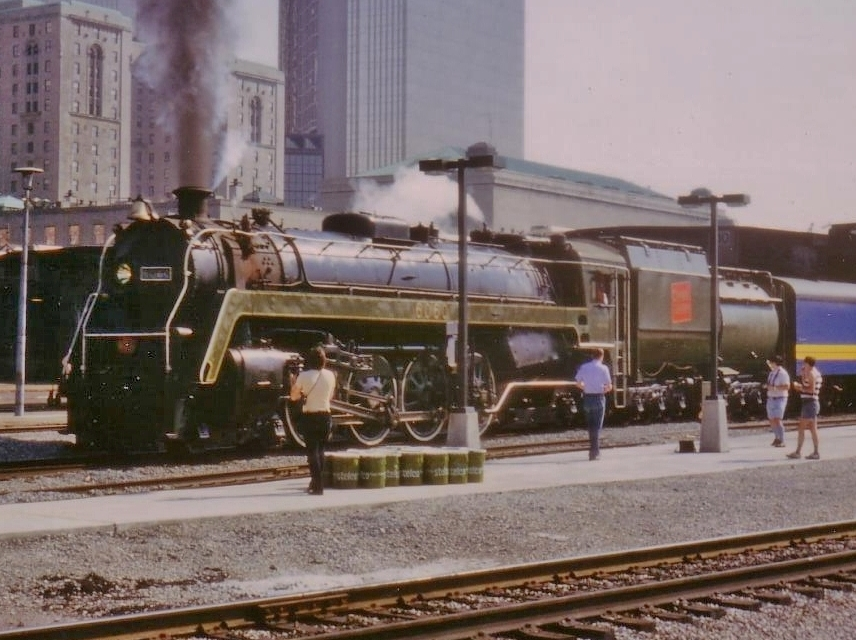
L'l'ultimo treno a vapore in partenza dalla Union Station di Toronto nel 1980

Le ferrovie canadesi utilizzarono la trazione a vapore per i treni più a lungo che negli Stati Uniti anche in virtù dell'abbondanza di carbone disponibile e questo avvantaggiò l'industria ferroviaria che quando venne il momento del passaggio alla trazione diesel si trovò preparata ma a parte qualche tentativo andato a male di progettazione propria si limitò a produrre su licenza nel proprio territorio locomotive progettate e in parte costruite in USA.
Nel 1949 vennero trasformate a trazione Diesel le linee Canadian Pacific del Vermont con locomotive Alco e EMD per treni passeggeri. Dal 1948 Montreal Locomotive Works incominciò a produrre in Canada locomotive su progetto ALCO.
Nel 1949, CPR acquistò 13 locomotive Baldwin dalla Canadian Locomotive Company per le sue linee, isolate dal resto della rete, Esquimalt and Nanaimo Railway e Vancouver Island. Tale sperimentazione diede inizio alla dieselizzazione di tutta la rete con l'ultima corsa a vapore effettuata il 6 novembre 1960. Le locomotive diesel furono principalmente General Motors Diesel, Montreal Locomotive Works (American Locomotive Company), Canadian Locomotive Company, Baldwin Locomotive Works e Fairbanks-Morse.
Tra 1950 e 1975 l'attività dell'industria ferroviaria declinò costantemente e molte linee di lavorazione furono dismesse e demolite. La diminuzione degli scambi commerciali con l'Europa ma anche l'apertura di nuove rotte marittime nel 1959 spostarono da Montreal il transito obbligato delle merci e, quindi, del trasporto ferroviario in particolare. Lo spostamento su strada della maggior parte del trasporto viaggiatori fece il resto.
I treni passeggeri del Canada durante la seconda guerra mondiale avevano mantenuto un rilevante quota del trasporto raggiungendo circa 60 milioni di viaggiatori annui ma dopo la guerra la crescita del trasporto aereo e l'automobile causarono una costante perdita di quote per tutti gli operatori ferroviari passeggeri del Canada.
Dopo il 1960 sia Canadian National Railway (CN) sia Canadian Pacific Railway (CP) non erano più in grado di sostenere economicamente il trasporto passeggeri. Allo scopo di mantenere un servizio minimo, fino al 1970 il governo federale sovvenzionò fino al 80% le perdite della privata Canadian Pacific mentre la Crown Corporation Canadian National fu incentivata dal governo federale a condurre investimenti nel settore passeggeri, sviluppando tecniche di marketing innovative, nuove tariffe, treni panoramici, automotrici diesel e servizi rapidi. Ciò provocò un aumento temporaneo dell'utenza invertendo il trend negativo precedente ma non fu risolutivo. Nel 1977 l'utenza totale era scesa sotto i 5 milioni.
Il declino del trasporto ferroviario passeggeri fu il tema principale dibattuto nel corso delle elezioni federali del 1974; il nuovo governo di Pierre Trudeau propose di implementare un unico vettore nazionale passeggeri simile allo statunitense Amtrak. Così a partire dal 1976 debuttò il nuovo brand "CN" con i suoi servizi passeggeri contraddistinti dal logo "VIA". A settembre dello stesso anno VIA pubblicò l'orario ferroviario unico che riportava informazioni cumulative sui servizi passeggeri offerti da entrambe le compagnie CN e CP.

### Le ferrovie canadesi: tra scorpori e chiusure

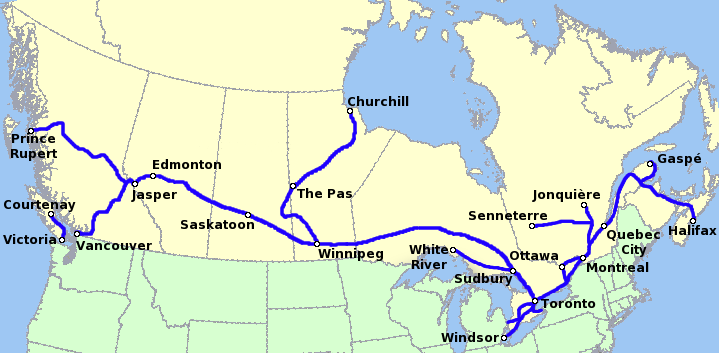
Mappa dei servizi VIA Rail

Nel 1976 venne costruita una bretella di 30 km da Pelletier (Quebec) a un punto ad ovest di Rivière-du-Loup, eliminando 200 km di tracciato montuoso; in seguito a ciò la maggior parte del traffico merci delle "Marittime" venne spostata sulla linea ex-NTR nell'area centrale del Nuovo Brunswick, declassando a secondaria la linea ex ICR.
Nel 1977 ebbe iniziò la profonda ristrutturazione delle ferrovie nazionali CN con il ricollocamento delle varie attività non strettamente ferroviarie merci in società controllate separate, come i traghetti sotto CN Marine e i treni passeggeri sotto Via Rail, successivamente ridenominata Via Rail Canada.
Nel 1978 il governo federale costituì la società ferroviaria pubblica VIA Rail unificando in tale struttura aziendale tutto il trasporto ferroviario passeggeri nazionale. La sede scelta fu Montréal  nello stato del Québec. L'obbiettivo era quello di ricuperare il traffico viaggiatori perduto a causa della decisione di terminarne l'esercizio presa dalle due grandi compagnie ferroviarie private che, in seguito alla crisi del secondo dopoguerra, anziché investire nel rinnovamento del proprio materiale rotabile per viaggiatori obsoleto avevano preferito optare per il mantenimento del solo esercizio merci. 
La nuova società pubblica VIA Rail prese in carico l'eterogeneo parco di rotabili appartenuti alle varie compagnie e gran parte degli itinerari di servizio; ciò non fu del tutto favorevole perché i bilanci risultavano in perdita e la qualità del servizio offerto non era del tutto all'altezza delle aspettative. Tra il 1980 e il 1990 i vari governi procedettero a tagli di servizi e ristrutturazioni dell'offerta.
Il maggior volume di trasporto si concentrò sul corridoio ferroviario Québec – Windsor.
Ulteriori trasformazioni avvennero nei primi anni novanta e ridussero ancora le dimensioni di VIA Rail che procedette all'acquisto di una serie di rotabili a potenza distribuita e ordinò all'industria nazionale la costruzione di treni LRC.

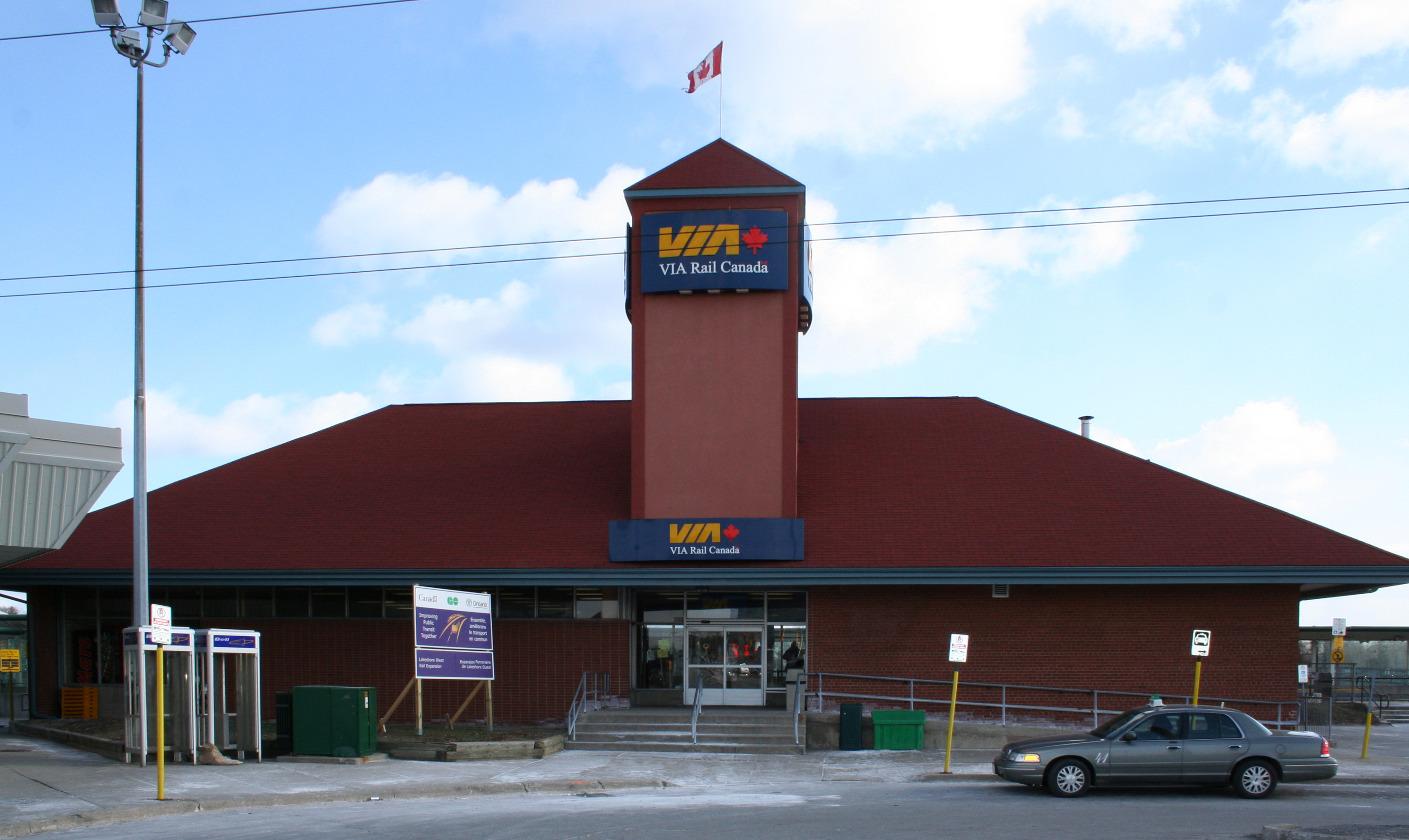
Stazione di Oakville con logo VIA rail

Nel 1993 la linea ex ICR da Truro a Sydney fu venduta all'operatore di linea Cape Breton and Central Nova Scotia Railway.
Prima della riorganizzazione del 1994 operata dal governo federale il Dipartimento dei Trasporti del Canada aveva competenza, oltreché su VIA Rail e CN Rail, anche su un'ampia gamma di settori tra cui la protezione del litorale, il sistema di navigazione del San Lorenzo (Saint Lawrence Seaway), gli aeroporti e i porti marittimi. Le sue competenze vennero ridotte e in parte trasferite a strutture privatizzate continuando la politica dei tagli.

### Le ferrovie nazionali canadesi privatizzate; tagli di bilancio e mancata modernizzazione
Nel novembre 1995, dopo la serie di ristrutturazioni e dismissioni avvenute nel corso degli anni precedenti (nel 1988 era stata abbandonata la ferrovia dell'isola di Terranova) la Crown Corporation CN venne privatizzata divenendo Canadian National Railway Company (mantenne tuttavia lo stesso logo "CN" e la sua sede a Montreal). La società era rimasta l'unica ad avere una ferrovia transcontinentale che attraversava il Canada dalla costa atlantica, in Nuova Scozia, alla costa del Pacifico in Columbia Britannica. 

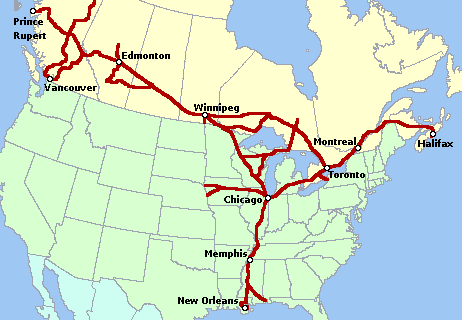
Mappa della rete CN

In seguito alla privatizzazione fu intrapreso un ulteriore programma di razionalizzazione che rese ridondante la linea ex IRC tra Moncton e Rivière du Loup vendendola nel 1998 all'operatore di linea Quebec Railway Corporation. 
Un breve tratto sul lungomare di Lévis fu abbandonato il 24 ottobre del 1998 in seguito al riassetto della rete e la circolazione della linea principale NC tra Charny e Levis venne deviata sull'ex tracciato NTR.
Dopo l'acquisto di Illinois Central (IC) e di una serie di piccole ferrovie la CN estese il suo servizio ferroviario nel centro degli Stati Uniti, lungo il fiume Mississippi, dai Grandi Laghi al Golfo del Messico raggiungendo la lunghezza complessiva di 32831 km di binari, lungo 8 province canadesi (eccetto Terranova e Labrador e Prince Edward Island) oltre a 113 km di nei Territori del Nord-Ovest fino ad Hay River, sulla sponda meridionale del Grande Lago degli Schiavi.
Nel 2001, anche la società privata Canadian Pacific Limited si ristrutturò scorporandosi in cinque società; tra queste la Canadian Pacific Railway assunse l'attività di gestione del trasporto merci riprendendo l'antico nome.

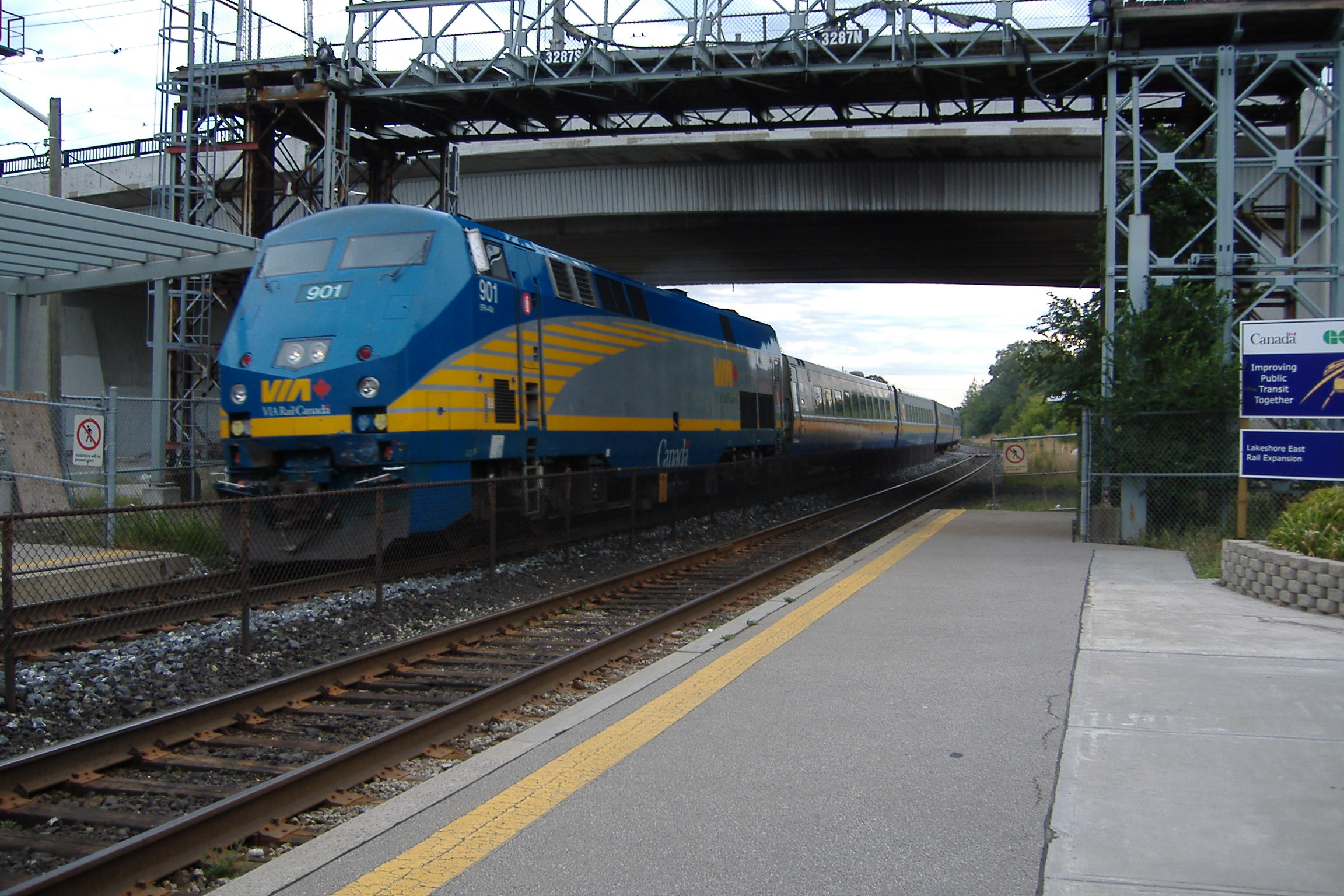
Treno Corridoio VIA Rail

La politica governativa dei tagli di spesa continuò anche negli anni duemila; il progetto VIA Fast che sembrava essere partito, nel 2002 sotto il governo di Jean Chrétien, per la velocizzazione del corridoio ferroviario principale del paese, con uso di treni ad alta velocità venne avversato e infine cancellato dai vari governi successivi del Canada che non intendevano destinare somme sufficienti alla realizzazione. Il diniego, dei vari governi, alla velocizzazione del trasporto ferroviario passeggeri del corridoio è considerato alla base del fallimento del progetto JetTrain.
La politica ferroviaria del Canada non sembra ancora favorevole a ulteriori sviluppi della rete di trasporto su ferro; durante l'amministrazione Clinton, negli Stati Uniti, venne costituita una commissione internazionale con lo scopo di studiare la fattibilità di un progetto di unione ferroviaria mediante la costruzione di una ferrovia attraverso lo Yukon per connettere la ferrovia dell'Alaska (in atto isolata dalla rete CN) per creare un "North American Rail Network"; il Canada venne interpellato per far parte della commissione ma i ministri succedutisi, Jean Chrétien e Paul Martin non intesero aderire nonostante l'interesse dimostrato dall'amministrazione dello Yukon. Nel giugno 2006 la commissione individuava Carmacks nello Yukon come hub e una linea da costruire verso nord per Delta Junction terminale nord della ferrovia dell'Alaska; un'altra linea tra Carmacks e Hazelton in Columbia Britannica avrebbe raggiunta la linea di CN rendendo possibile il collegamento ferroviario completo di 48 stati.

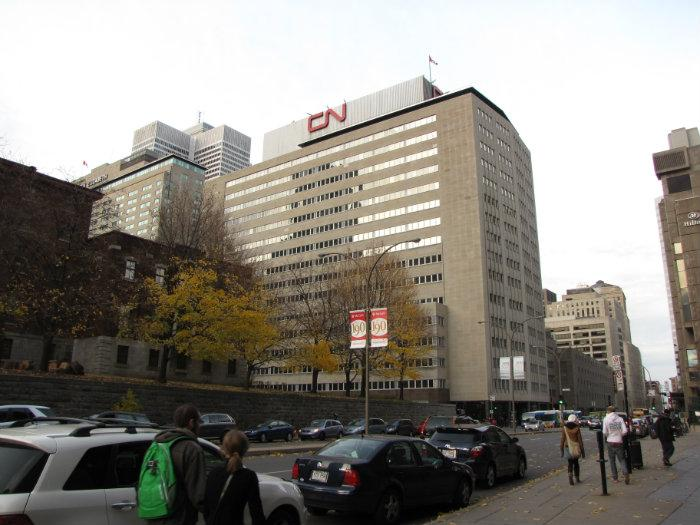
Quartier generale di Canadian National Railway a Montreal

## Le ferrovie minerarie e a scartamento ridotto
La costruzione di ferrovie "minerarie" precedette quella a uso passeggeri; in Nuova Scozia, nel 1829, nacque l'Albion Mines Railway a trazione ippica per il trasporto del carbone estratto al porto di Pictou. Aveva le "rotaie" in legno rivestito di lamiera. Circa dieci anni dopo, il 19 settembre 1839, venne interamente trasformata e riaperta ufficialmente con trazione a vapore; fu la prima ferrovia del Nord America britannico a usare rotaie in ferro.

## La preservazione della memoria. Treni storici e di lusso
Un grande numero di ferrovie, infrastrutture e rotabili, costruiti in quasi due secoli in tutte le aree del Canada sono state chiuse e abbandonate. Per preservare la memoria di alcune tra le più significative sono stati creati degli organismi appositi, pubblici o privati.
Uno di questi è il Canadian Railway Museum un museo del trasporto ferroviario sito in Montérégie Saint-Constant, nel Quebec. Venne fondato nel 1961 dalla Canadian Railroad Historical Association. Noto anche con il nome di Exporail, possiede la più grande raccolta di materiale ferroviario in Canada, con oltre 160 rotabili di ogni genere, circa 10 000 oggetti tematici e circa 400.000 documenti d'archivio; tra questi è in funzione anche un tram, un circuito ferroviario da giardino e un treno passeggeri. Il Museo è sostenuto finanziariamente dai governi, federale e provinciali.
Alla fine degli anni novanta un certo numero di carrozze d'epoca CPR furono completamente restaurate e riunite per costituire il treno di lusso più esclusivo del Nord America. Tale treno, il "Royal Canadian Pacific", è costituito da 10 carrozze del 1920 accoppiate a due locomotive degli anni cinquanta tutte restaurate e riportate al loro splendore originale con mobili d'epoca, inserti d'argento, corrimani e maniglie di ottone, pannelli in noce e vestiboli aperti. Tutto questo per mantenere la tradizione di eleganza ma con l'aggiunta dei moderni comfort, di una cucina gourmet con vini pregiati.
Nel 1990 fece il suo viaggio inaugurale il "Rocky Mountaineer", del gruppo Armstrong, un treno di lusso che attraversa i paesaggi della Columbia Britannica e delle Montagne rocciose e che da allora ha trasportato più di 2 milioni di viaggiatori.

## Trasporto ferroviario suburbano

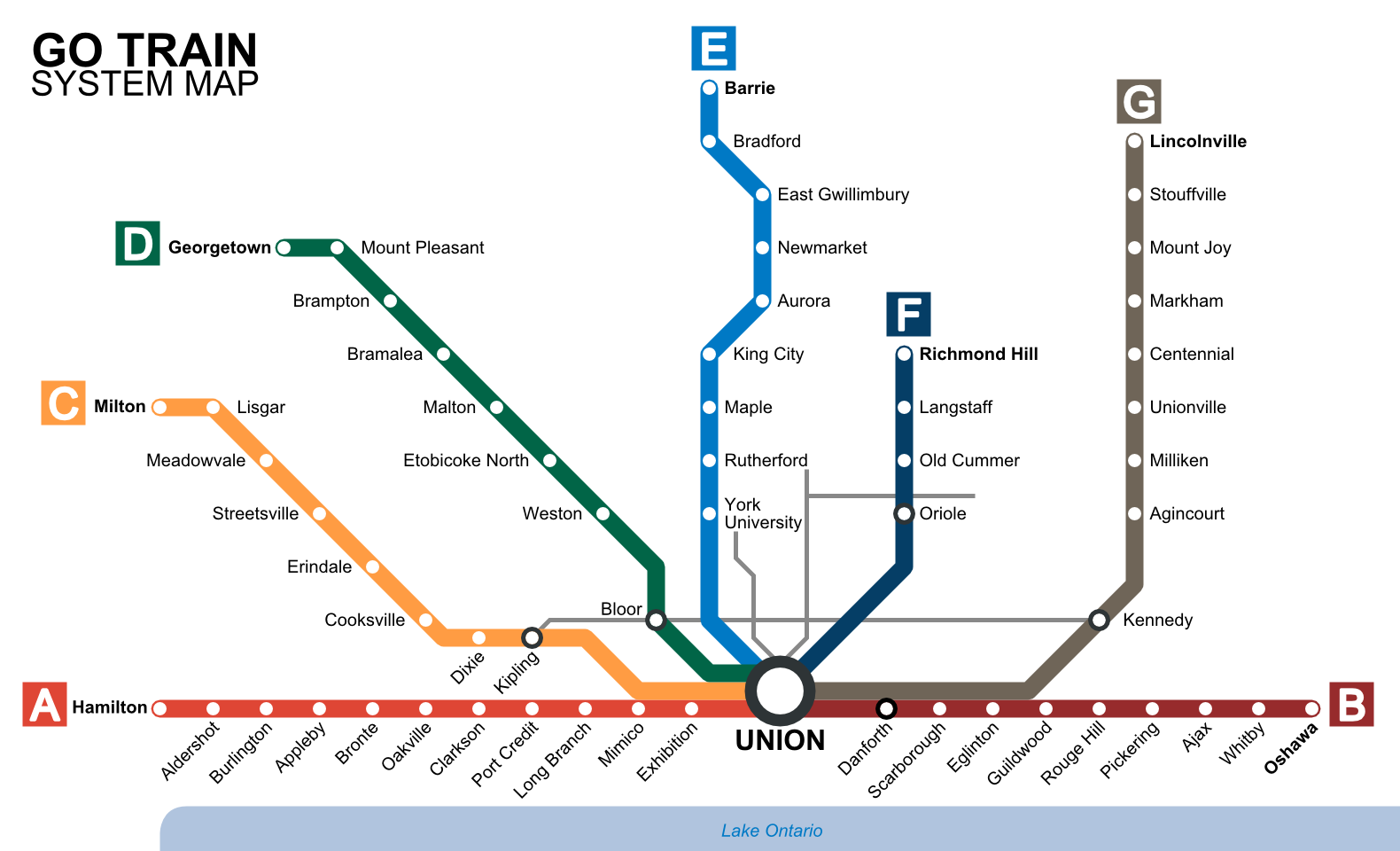
Schema della rete dei collegamenti Go Transit

Nel 1967 venne costituita la Toronto Transit Authority Greater come sezione dipendente dal Ministero dei Trasporti dell'Ontario. Ufficialmente conosciuta come GO Transit incominciò il servizio di trasporto passeggeri il 23 maggio 1967; si trattava di un sistema di trasporto pubblico interregionale in Southern Ontario, con treni intercity che operano nell'area della conurbazione denominata Greater Toronto and Hamilton Area con estensioni alle comunità della Greater Golden Horseshoe integrato da linee di trasporto su strada. Fu il primo sistema del genere nel paese ed è finora l'unico in funzione in Ontario. La base dei treni GO Transit è la Union Station. Le tariffe passeggeri sono proporzionali alla distanza percorsa. GO Transit gestisce 180 corse di treni al giorno e 1.430 autobus, con circa 190.000 passeggeri dei quali 160.000 sui treni. Il servizio si attesta sulla Union Station dalla quale parte o arriva la massima parte dei passeggeri. Nel 2014 il trasporto passeggeri di GO Transit fu di 68,2 milioni di persone. I treni Go Transit sono costituiti da locomotive Diesel e carrozze sono in connessione con i servizi VIA Rail e Union Pearson Express.